# Leucetta floridana
Leucetta floridana är en svampdjursart som beskrevs av Ernst Haeckel 1872. Leucetta floridana ingår i släktet Leucetta och familjen Leucettidae. Inga underarter finns listade i Catalogue of Life.